# Walnut Creek (Arizona)
Walnut Creek – jednostka osadnicza w Stanach Zjednoczonych, w stanie Arizona, w hrabstwie Mohave.